# Emil Waldmann (Kunsthistoriker)

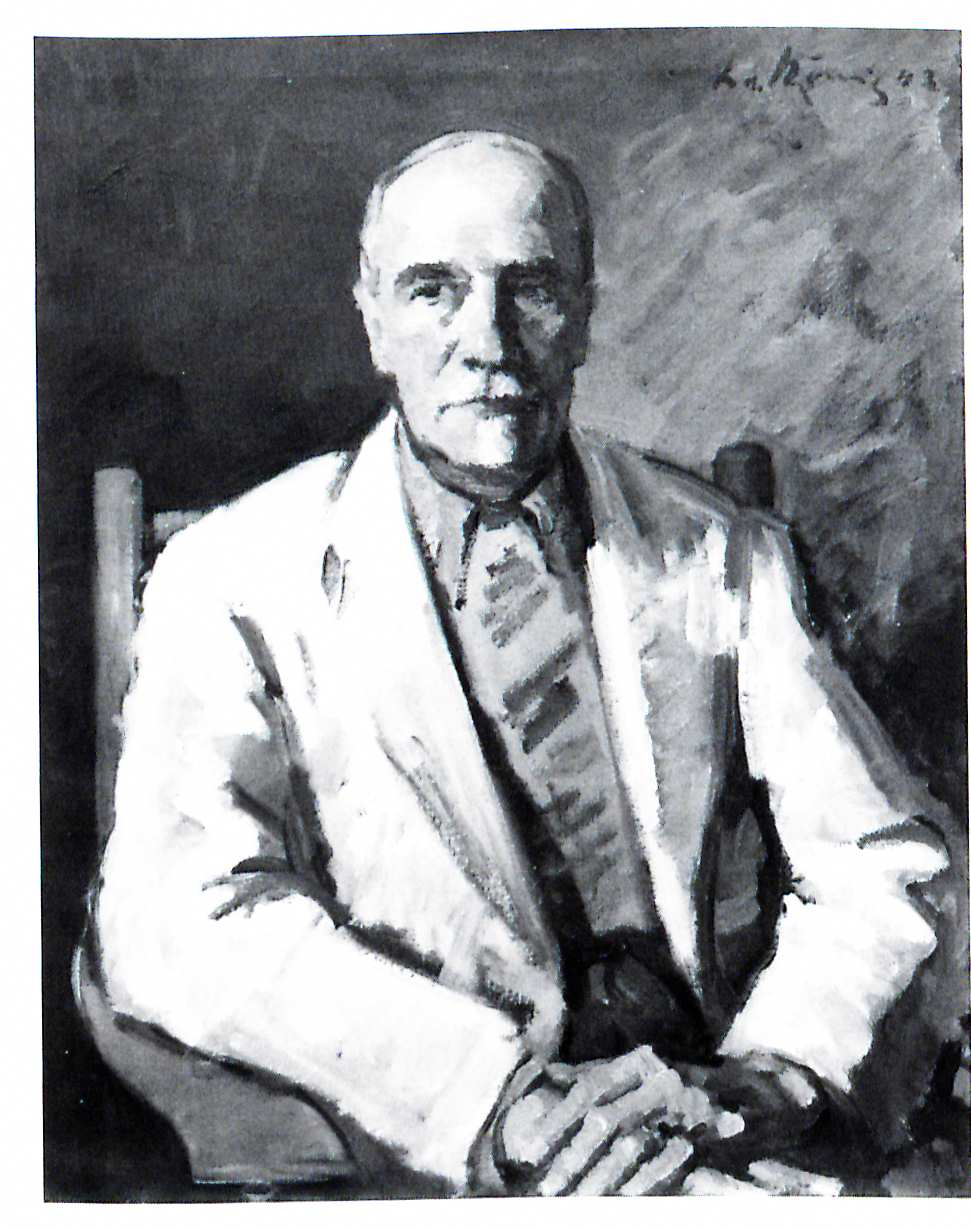
Leo von König: Emil Waldmann, 1943

Emil Albert Waldmann (* 15. Dezember 1880 in Bremen; † 17. März 1945 in Würzburg) war ein deutscher Kunsthistoriker, Museumsdirektor der Kunsthalle Bremen bis 1945 sowie NS-Sachverständiger für Besitz aus jüdischem Besitz.

## Biografie
Waldmann war der Sohn eines Bremer Geschäftsinhabers für Handschuhe. Er studierte an der Ruprecht-Karls-Universität Heidelberg, der Staatlichen Hochschule für Bildende Künste in Berlin und der Georg-August-Universität Göttingen Kunstgeschichte, Geschichte und Klassische Archäologie und wurde 1905 mit dem Thema Lanzen, Stangen und Fahnen als Hilfsmittel der Komposition in den graphischen Frühwerken des Albrecht Dürer bei  Robert Vischer (1847–1933) daselbst promoviert. In der von Gustav Pauli geleiteten Kunsthalle Bremen wurde er nach einjähriger Tätigkeit als wissenschaftlicher Mitarbeiter 1907 Direktorialassistent. Nach Aufenthalten in Italien und Paris von 1910 bis 1913 wurde er kurzzeitig  Direktor des Dresdner Kupferstichkabinetts (1913/14). Nach dem Wechsel Paulis zur Hamburger Kunsthalle kehrte Waldmann am 1. Juli 1914 als Direktor der Kunsthalle nach Bremen zurück. Während der ersten Jahre seiner Tätigkeit konnte er die Sammlung deutscher Impressionisten trotz der kriegsbedingt wirtschaftlich schwierigen Lage systematisch ergänzen. So konnte er Werke Liebermanns, das große Selbstbildnis und den Wannseegarten, Lovis Corinths Liegenden Akt und das Bildnis des Malers Bernt Grönvold, sowie sieben Gemälde von Max Slevogt, erwerben.

## Schwerpunkte seiner Arbeit
Nach einer Studienreise zur griechischen Nationalgalerie im Jahr 1912 trug Emil Waldmann zur Wiederentdeckung des französischen Stilllebenmalers Jacques Linard mit seinem Artikel Die athenische Bildergalerie bei.
Waldmanns Schwerpunkt war die Erweiterung der Bremer Kollektion mit Meistern des 19. Jahrhunderts, war aber zugleich modernen Strömungen gegenüber aufgeschlossen.
Zu seiner bedeutendsten Publikation gehört die Monografie über die Radierungen und Kupferstiche Albrecht Altdorfers, sein besonderes Interesse galt, ähnlich wie bei Gustav Pauli, der altdeutschen Druckgrafik.
Durch erfolgreiche Stiftungsarbeit gelang es ihm, ein Familienbildnis aus der Hand Nicolas de Largillières aus dem Nachlass von Wilhelm Albers und ein Blumenstillleben von Gustave Courbet des Mäzens Carl Schütte für die Kunsthalle Bremen zu erwerben. Der Kunstverein ermöglichte den Erwerb des Gemäldes Friedhofseingang von Caspar David Friedrich. Aus dem Nachlass des Dresdner Kunstsammlers Johann Friedrich Lahmann (1858–1937) erhielt die Kunsthalle im Jahr 1937 639 Zeichnungen, 3627 Blatt Druckgrafik und 45 Gemälde, überwiegend Werke der Romantik, darunter Bilder von Carl Blechen, Carl Gustav Carus, Dahl, Christian Friedrich Gille sowie von Alfred Sisley.
Waldmann wirkte zu seiner Zeit als erfolgreicher Kunstschriftsteller, Vortragsredner und Ausstellungsorganisator über Bremen hinaus.

## Museumsdirektor im Nationalsozialismus bis 1945
Nach der Machtübernahme der Nationalsozialisten in Bremen sah sich Waldmann zunächst mit der Forderung seiner Amtsenthebung wegen „Vernachlässigung der Heimatkunst“ konfrontiert. Treibende Kraft war Ernst Otto Günther, der Zeichenlehrer und Fachberater für bildende Künste der Bremer Ortsgruppe des Kampfbunds für deutsche Kultur (KfDK). Der Bremer Senat entschied jedoch gegen die Suspendierung, ernannte Günther aber vorübergehend zum kommissarischen Verwalter und hob dessen Bestellung bereits 1934 wieder auf. Der Bremer Senat gab dem Drängen des KfDK nicht nach, bezog in Sachen Kunst zwar einen gemäßigten Standpunkt, verlangte aber einen Wechsel in der Führung des Kunstvereins, die zur Ablösung von Hermann Apelt führte und sechs Nationalsozialisten in den Vorstand brachte.
Der Kunsthistoriker Kai Artinger bewertete in seiner historischen Aufarbeitung der Geschichte der Kunsthalle Bremen im Nationalsozialismus Waldmanns Verbleiben als Zugeständnis der NS-Führung an die Bremer Oberschicht, um die finanziell nötige Verbindung zur Kaufmannsschicht nicht zu belasten.

## Aktive Mitarbeit an der nationalsozialistischen Kunstpolitik
Waldmann arrangierte sich, wurde förderndes Mitglied der SS, Mitglied des Reichsbund der Deutschen Beamten, der Reichsschrifttumskammer, des Reichsluftschutzbundes und der NS-Volkswohlfahrt, er trat nicht der NSDAP bei. Er wirkte als „Konformist“ mit, einige Werke als „entartete Kunst“ auszusondern.
Waldmanns Ansehen als Wissenschaftler war bei den Bremer Nationalsozialisten groß; sie sahen ihn als „hervorragenden Museumsmann, der sich insbesondere auf dem Sammlungsgebiet des 19. Jahrhunderts verdient gemacht habe“. Im April 1941 wurde Waldmann zum Sachverständigen zur Begutachtung von Kunst aus jüdischem Besitz bestellt.
Bereits im November 1940 begleitete er den Bremer Bürgermeister und SA-Obergruppenführer Heinrich Böhmcker als Kunstsachverständiger auf eine „Einkaufsreise“ in die sechs Monate zuvor von Deutschland besetzten Niederlande. Der Kunsthistoriker Kai Artinger bewertete seinen Einkauf als „Raub durch Kauf“.
Waldmann war als vorgeblich Unpolitischer gegenüber dem nationalsozialistischen Regime „loyal bis in den Untergang“ und lehrte auch als Dozent an der von den Nazis gegründeten Nordischen Kunsthochschule in Bremen. Gegen Ende des Zweiten Weltkrieges floh Waldmann aus dem zerbombten Bremen nach Würzburg. Nach den auch dort erfolgten schweren Bombenangriffen ertränkte er sich zusammen mit seiner Frau Minerva Sophia, geb. Heimpel, im Main. Ihre Beisetzung fand in Zellingen, Kreis Karlstadt, statt.

## Ehrungen
- In den 1920er Jahren wurde er von Bremen zum Professor ernannt.
- In Bremen wurde die Emil-Waldmann-Straße nach ihm benannt.